# Guillem Soler

Carta portulana de Guilem Soler de la Biblioteca Nacional de París, ca. 1380.

Guillem Soler (Mallorca, siglos XIV y XV) fue un maestro de cartas de navegar y fabricante de brújulas documentado entre 1368 y 1402, fecha en que ya era difunto. Fue por tanto coetáneo de Cresques Abraham y de su hijo Jafuda Cresques .
Su obra reproduce los modelos cartográficos, toponímicos y decorativos traídos a Mallorca, o desarrollados allí, por Angelino Dulcert . La distancia cronológica entre la obra de este último y la de Guillem Soler hacen suponer que su aprendizaje se produjo mediante un discípulo de Dulcert que se ha identificado hipotéticamente con Guillem Cantarelles .
Se ha supuesto que el rey de Aragón Juan el Cazador, se refería a Guillermo Soler en una carta escrita en 1387, en la que decía que un maestro cristiano, el cual dicen que es muy apto para semejante obra debía finalizar un mapa que había encargado al ya difunto Abraham Cresques. Esta suposición se fundamenta en la inexistencia de documentación sobre ningún otro taller de cristianos viejos por aquellas fechas en Mallorca. 
Soler es el fundador de una saga de cartógrafos que prolongaron su actividad hasta el último tercio del siglo XV y que conformaron los talleres cristianos de la denominada escuela cartográfica mallorquina. La filiación de estos cartógrafos, además de estar fundamentada en la documentación de la época, puede seguirse por algunas características peculiares de su producción.

## Obra cartográfica
Aunque Guillem Soler sigue fielmente el modelo de Dulcert, se detectan algunos detalles propios que la historiografía ha denominado patrón soleriano, y que permiten distinguirlo del patrón cresquiano o judío y judeo-converso, con el que, sin embargo, comparte la sustitución del latín, usado en los mapas hechos en Mallorca hasta entonces, por la lengua catalana. Sus rasgos particulares son:
- Sustituir las referencias a Moisés en el monte Sinaípor las referencias al cristiano Monasterio de Santa Catalina.
- Indicar en La Meca que Mahoma es un falso profeta.
- Indicar que la ciudad de Buda es donde se coronan los reyes de Hungría.
- Pequeñas diferencias toponímicas con relación a los Cresques.

Se conservan dos cartas portulanas firmadas por Guillem Soler:
- Carta sin fecha, de aproximadamente 1380, en la Biblioteca Nacional de Francia (Res. Ge. B. 1131) firmado Guillmus Soleri civjs maioric[arum] me fecit. Muestra el área mediterránea y la fachada atlántica europea. Está decorada con, entre otros, abundantes escudos y banderas de ciudades.
- Carta de 1385, Archivo de Estado de Florencia (CN 3). Mismo ámbito geográfico que la anterior. Sin decorar.

Además, se le ha atribuido un fragmento de carta portulana que fue puesto a la venta en 2011.

## Genealogía de los cartógrafos Soler-Lloret
```
── 
Guillem Soler
 (doc. 1368-†<1402)
├── Joan Soler (doc. 1405-1409)
│ └── Rafel Soler (doc. 1420-†<1446)
│ └── Gabriel Soler (doc. 1446-1475)
└──Margarita ∞(<1402) Esteve Lloret
└── Rafael Lloret (doc. 1436-†<1451)
```